# 初恋列車
「初恋列車」（はつこいれっしゃ）は氷川きよしの8枚目（KIYOSHI名義を含めると9枚目）のシングル。2005年2月9日発売。発売元はコロムビアミュージックエンタテインメント（現・日本コロムビア）。 

## 解説
自身初のオリコン総合シングルチャート1位を獲得した作品。
演歌によるオリコン総合シングルチャート1位は関ジャニ∞「浪花いろは節」以来約5か月ぶり、演歌歌手による同チャート1位は石原裕次郎「北の旅人」以来約17年6か月ぶりの快挙となった。

## 収録曲
1. 初恋列車
作詞：里村龍一／作曲：北野明／編曲：伊戸のりお
2. 口笛の港
作詞：かず翼／作曲：大谷明裕／編曲：南郷達也
3. 初恋列車（オリジナル・カラオケ）
4. 口笛の港（オリジナル・カラオケ）
5. 初恋列車（半音下げオリジナル・カラオケ）